# Jože Podgoršek
Jože Podgoršek, slovenski agrarni ekonomist in politik, * 17. marec 1974.
Podgoršek je bil med letoma 2020 in 2022 minister za kmetijstvo, gozdarstvo in prehrano v 14. vladi Republike Slovenije, kjer je na položaju zamenjal Aleksandro Pivec. Pred tem je bil od septembra 2018 državni sekretar na tem ministrstvu.

## Mladost in izobraževanje
Rodil se je v kmečki družini kot četrti otrok. Po osnovni šoli je obiskoval Srednjo kmetijsko šolo Grm, študij pa nadaljeval na Biotehniški fakutleti. Na isti fakulteti je kasneje tudi doktoriral iz agrarne ekonomike.

## Politika
Podgoršek je bil z nastopom Aleksandre Pivec na mesto kmetijske ministrice imenovan za državnega sekretarja na tem ministrstvu. Na položaju je ostal tudi ob oblikovanju Janševe vlade. 

### Minister
Po razhodu Pivčeve s stranko DeSUS je Podgoršek postal kandidat stranke za ministra za kmetijstvo, gozdarstvo in prehrano v 14. vladi Republike Slovenije. Podprlo ga je 48 poslancev, sedem jih je bilo proti. Kljub temu, da je stranka DeSUS kasneje izstopila iz koalicije, je premier Janez Janša Podgorška ohranil v ministrski ekipi, rekoč, da lahko delo opravlja dokler uživa njegovo zaupanje in zaupanje poslanske skupine. Ker Podgoršek kot minister z izstopom stranke in vlade ni odstopil, mu je konec marca 2021 v stranki prenehalo članstvo. 18. januarja 2022 je napovedal, da bo na volitvah kandidiral pri Novi Sloveniji.
V zadnjem tednu volilne kampanje leta 2022 je v javnost prišla novica, da Podgoršek ni plačal računa za namestitev v Hotelu Bohinj oz. da ga je plačalo podjetje KŽK. Jože Podgoršek se je odzval, da svojega računa po pomoti res ni plačal pravočasno, račun KŽK, ki je prišel v javnost, pa da ni njegov. Dodal je, da ga podjetje KŽK želi s tem izsiljevati. 20. aprila 2022 je sporočil, da zaradi prepozno plačanega računa odstopa z mesta kmetijskega ministra. Tekoče posle je opravljal do imenovanja nove vlade, 1. junija 2022.